# Hystrix (rosegador)
Hystrix és un gènere de rosegadors histricomorfs de la família Hystricidae que inclou diverses espècies de porcs espins.

## Taxonomia
El gènere conté vuit espècies vivents repartides en tres subgèneres.
- Gènere Hystrix
  - Subgènere Thecurus
    - Hystrix crassispinis
    - Hystrix pumila
    - Hystrix sumatrae

  - Subgènere Acanthion
    - Porc espí cuacurt (H. brachyura)
    - Hystrix javanica

  - Subgènere Hystrix
    - Porc espí del Cap (H. africaeaustralis)
    - Hystrix cristata
    - Hystrix indica